# Uvaria yunnanensis
Uvaria yunnanensis este o specie de plante angiosperme din genul Uvaria, familia Annonaceae. A fost descrisă pentru prima dată de Hu Hsien-Hsu, și a primit numele actual de la L. L. Zhou, Y. C. F. Su och Richard M.K. Saunders. Conform Catalogue of Life specia Uvaria yunnanensis nu are subspecii cunoscute.